# La Haie-Fouassière
La Haie-Fouassière é uma comuna francesa na região administrativa da Pays de la Loire, no departamento de Loire-Atlantique. Estende-se por uma área de 11,81 km². Em 2010 a comuna tinha 4 786 habitantes (densidade: 405,2 hab./km²).